# Kairana
Kairana är en stad i den indiska delstaten Uttar Pradesh, och tillhör distriktet Shamli. Folkmängden uppgick till 89 000 invånare vid folkräkningen 2011.